# Beneš-Mráz Be-56 Beta-Major
Beneš-Mráz Be-56 Beta-Major byl československý akrobatický a cvičný jednomístný dolnoplošník z třicátých let 20. století, který byl vyvinut v roce 1936. Jednalo se o „sesterský“ typ k letounu Beneš-Mráz Be-52 Beta-Major, od něhož se lišil zejména jednosedadlovým uspořádáním. Letoun konstrukce Ing. Pavla Beneše vyrobila továrna Ing. P. Beneš a Ing. J. Mráz v Chocni, pro ni ve velmi plodném roce 1936. Toho roku bylo představeno dalších šest letounů z Chocně: Be-150 Beta-Junior, Be-250 Beta-Major, Be-52 Beta-Major, Be-501 Bibi, Be-502 Bibi a Be-550 Bibi.

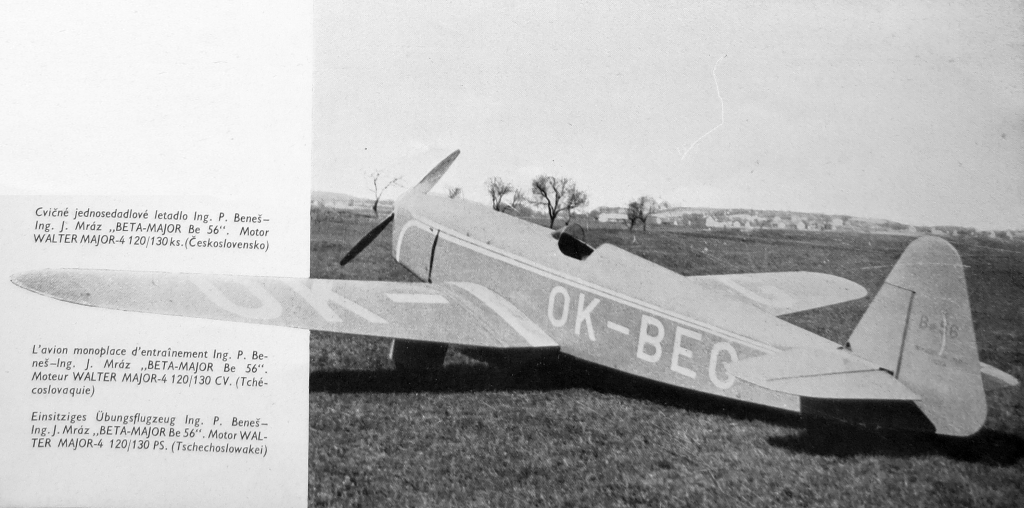
Walter Major 4 a Be-56 Beta-Major

## Vznik a vývoj
Jednalo se o další model do řady úspěšných předválečných letadel této firmy, která byla vyráběna pro sportovní a školní účely. Byl postaven pouze jeden prototyp, který byl imatrikulován jako OK-BEG.
Konstrukce dolnokřídlého jednoplošníku Beneš-Mráz Be-56 Beta-Major vycházela z konstrukci dalších dvou, předchozích typů akrobatických letadel, dvousedadlovek Be-50 a Be-52. Oba tyto letouny byly vybaveny invertními, čtyřválcovými motory Walter, Walter Minor 4 (Be-50) a Walter Major 4 (Be-52). Oproti letounu Be-52 byl letoun Be-56 značně odlehčen a jako jednosedadlový letoun byl pro použití v akrobacii více obratný a lépe ovladatelný. Letoun byl mimo továrních zkoušek důkladně zkoušen ve Vojenském technickém leteckém ústavu (VTLÚ). Rozhodnutím Ministerstva veřejných prací dle Zprávy č. 59/1936 na základě vyhovujících zkoušek získal letoun oprávnění k používání při mezinárodních letech.
Následně byl letoun za pilotáže šéfpilota ing. Josefa Koukala předváděn potencionálním zájemcům v zahraničí. Bylo to např. v Belgii, Rumunsku a Bulharsku, avšak bez úspěchu. Případnému uplatnění na trhu rovněž nepomohlo osazení motorem Major 4, který podobně jako u dalších letounů Beneš-Mráz, kde byl použit, se projevoval jako zdroj neustálých potíží pramenících z vibrací tohoto motoru v oblasti nízkých otáček. Letoun byl vystavován na celostátní letecké výstavě v Praze, která se konala od 12. června do 6. července 1937. Koncem září 1937 se konal hojně obsazený III. národní let RČS a II. národní soutěž v letecké akrobacii spojená s leteckým dnem ve Kbelích. Do těchto podniků již továrna letoun Be-56 nepřihlásila.

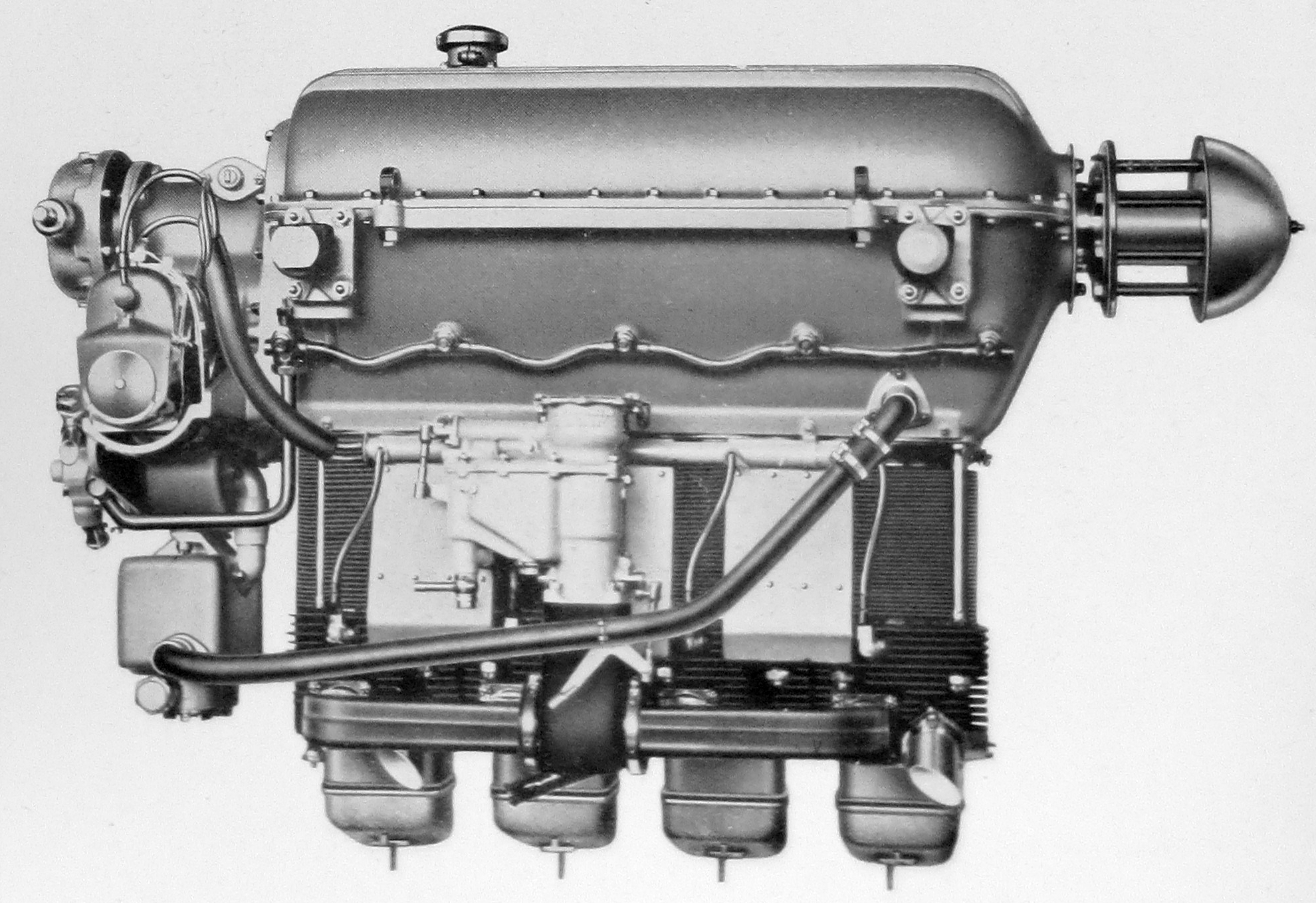
Motor Walter Major 4 použitý v letounu Beneš-Mráz Be-56 Beta-Major

## Popis letounu
Tato otevřená jednosedadlovka tvarově připomínala svou „sestru“ Beneš-Mráz Be-52 Beta-Major, s níž se shodovala v řadě základních rozměrů.
Křídla byla shodná s Be-52, ale vykazovala vyšší bezpečnostní násobek (16) při nižší celkové hmotnosti letadla. Trup měl prostor pouze pro pilota a v něm umístěné řízení bylo stejného, jednoduchého provedení jako v Be-52. V trupu před pilotním kokpitem byla umístěna jediná benzínová nádrž.
Střední část křídel byla provedena v jednom celku s trupem s tím, že obě vnější části křídel byly zavěšeny na zesílených kováních pomocí speciálních čepů. Dýhovaná křídla se směrem ke konci rapidně zužovala. Obdélníkový průřez trupu s klenutou horní částí odpovídal použitému řadovému motoru. Vpředu byl ukončen přepážkou s protipožární stěnou, na níž bylo uchyceno motorové lože. Samotný prostor v kokpitu počítal i s dostatečným místem pro umístění padáku. Kokpit byl vybaven všemi nezbytnými přístroji pro řízení letounu včetně přístrojů pro let v mlze.
Podvozek byl dvoudílný se značným rozchodem kol a aerodynamickými, kalhotovými kryty kol. Každá, samostatná část podvozku byla přichycena k přední stěně hlavního podélníku 4 šrouby.
Motor Walter Major 4 byl pružně uložen na gumových podložkách. Motorové lože bylo svařeno z ocelových trubek. Snadno odklopitelné kryty dovolovaly z obou stran snadný přístup k motoru.

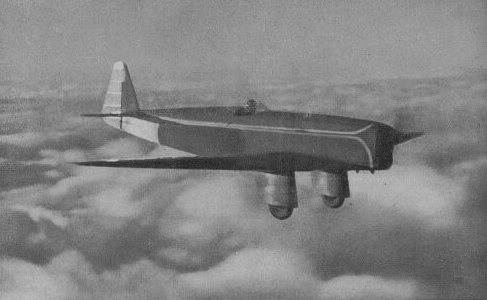
Beneš-Mráz Be-56 Beta-Major za letu

## Použití
Vlastníkem letounu byla choceňská továrna. Byl používán pro předváděcí lety a pro účast na leteckých výstavách. Bylo o něm psáno, že má znamenitou stoupavost a dostup, že s ním lze bezpečně provádět lety střemhlav, jak vyplynulo ze zkoušek u VTLÚ.
Letoun si "zahrál" v českém špionážním filmu Vzdušné torpédo 48 (1936). V dramatickém leteckém souboji byla pilotka Irena Vengerová (Míla Reymondová) na tomto letounu s imatrikulací OK-BEG (ve filmu pojmenovaném jako CK-Ikarus) přinucena k přistání, ke kterému ji donutil Petr Nor (Antonín Novotný) letící na stíhacím dvouplošníku Avia B-534. Autorem scénáře byl Karel Hašler, který si ve filmu natočeném v AB Barrandov, také zahrál (dr. Marvan). Filmováno za účasti expertů z ministerstva národní obrany.
Tento jediný stroj Be-56 byl následně používán slovenským letectvem po německém obsazení Československa v roce 1939. Za druhé světové války byl registrován na Slovensku (se změněnou imatrikulací OK-MAB) a využívaly jej Slovenské vzdušné zbraně pro výcvik pilotů.

## Uživatelé
- Československo
  - Beneš-Mráz (1936–9)
- Slovensko
  - Slovenské vzdušné zbraně (1939–1945)

## Specifikace

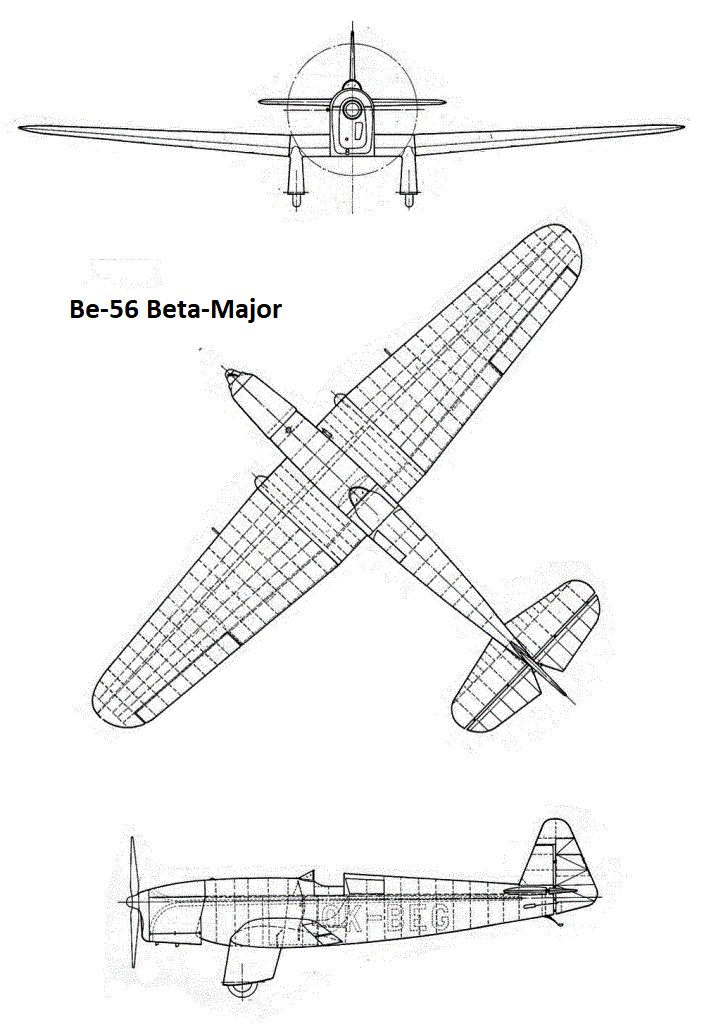
Be-56 Beta-Major

Údaje dle

### Technické údaje
- Posádka: 1
- Rozpětí: 10,66 m
- Délka: 7,61 m
- Výška: 2,10 m
- Nosná plocha: 14,00 m2
- Hmotnost prázdného stroje: 530 kg
- Max. vzletová hmotnost: 710 kg
- Plošné zatížení: 50,7 kg/m2; 5,5 kg/k
- Pohonná jednotka: vzduchem chlazený čtyřválcový invertní letecký motor Walter Major 4
- Výkon pohonné jednotky:
  - jmenovitý: 88,3 kW (120 k) při 2100 ot/min
  - vzletový: 95,6 kW (130 k) při 2350 ot/min
- Spotřeba paliva: 235–250 g·h−1·k−1 / 320–340 g·h−1·kW−1
- Vrtule: dvoulistá dřevěná vrtule

### Výkony
- Maximální rychlost: 240 km/h
- Cestovní rychlost: 210 km/h
- Přistávací rychlost: 60 km/h
- Dostup: 6600 m
- Dolet: 680 km
- Stoupavost:
  - čas výstupu na 1000 m: 3 min
  - čas výstupu na 2000 m: 7 min
  - čas výstupu na 3000 m: 12 min
  - čas výstupu na 4000 m: 18 min 40 s.
  - čas výstupu na 5000 m: 26 min